# Salmanazar

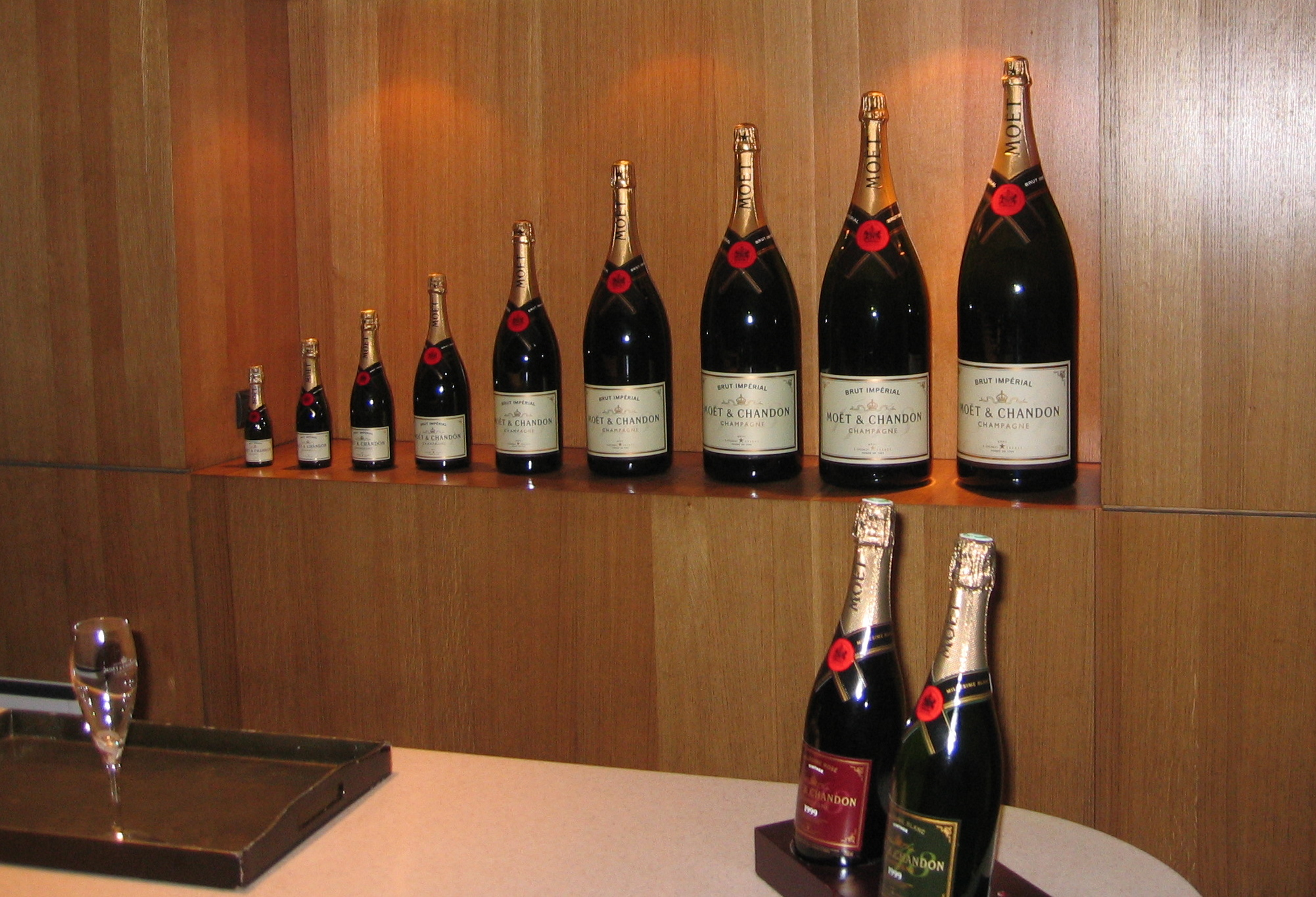
L'ottava bottiglia da sinistra sul ripiano

Salmanazar è un tipo di bottiglia modello Champagnotta, solitamente usata per champagne o altri vini spumanti della capacità di 9 litri pari a 12 bottiglie da 0,75 litri. Non è particolarmente diffusa ed il suo utilizzo è molto limitato, almeno in relazione al formato da 0,75 litri.